# Sofía Jagellón
Sofía Jagellón (en polaco: Zofia Jagiellonka; Cracovia, 6 de mayo de 1464 - Ansbach, 5 de octubre de 1512) fue una princesa de la dinastía Jagellón, y por matrimonio margravina de Brandeburgo-Ansbach y luego de Brandeburgo-Kulmbach.

## Vida
Sofía fue la sexta hija de Casimiro IV Jagellón, rey de Polonia y gran duque de Lituania, y de su esposa, la archiduquesa Isabel de Habsburgo de Hungría, hija de Alberto II de Habsburgo. Fue llamada así en honor a su abuela paterna, Sofía de Halshany. Fue bautizada por Juan Gruszczynski, osbipo de Cracovia. No hay información sobre su crianza o educación.

### Compromisos
En 1468, Sofía fue comprometida con el archiduque Maximiliano de Austria, hijo y heredero del emperador Federico III de Habsburgo. El 8 de abril de ese mismo año, Protas Černohorský z Boskovic, obispo de Olomuc, como representante de Matías Corvino, rey de Hungría, pidió la mano de Sofía, aunque pronto Matías se decidió por la hermana mayor de ésta, Eduviges. El matrimonio con Maximiliano era lo más probable para Sofía, principalmente porque ella y sus hermanas eran candidatas atractivas para la nobleza europea ya que todas podían reclamar los tronos de Austria y Luxemburgo a través de su madre, Isabel de Habsburgo.
Los planes de matrimonio de Eduviges con Matías se desmoronaron cuando Casimiro IV se alió con el mayor enemigo de Matías, Jorge de Podiebrad. Poco después sucedió lo mismo con el compromiso entre Sofía y Maximiliano.

### Matrimonio con Federico de Brandeburgo
No se sabe cuándo exactamente comenzaron las negociaciones matrimoniales entre Sofía y el príncipe Federico de Brandeburgo, hijo del elector Alberto III Aquiles. La idea podría haber emergido en el verano de 1470 cuando los representantes polacos Dziersław z Rytwian y Stanisław Ostroróg visitaron Brandeburgo. En 1473, los representantes reales polacos Paweł Jasieński (starosta de Chełm y Belz) y Stanisław Kurozwęcki llevaron adelante las negociaciones, lo que culminó con la firma del compromiso oficial el 7 de diciembre de ese mismo año en la ciudad de Cadolzburg.
En cuanto a los motivos políticos de este matrimonio, Casimiro IV buscaba aliados entre los alemanes ya que le preocupaba la influencia del emperador Federico III, que apoyaba el gobierno del príncipe polaco Vladislao en Bohemia. Por otra parte, el elector Alberto III Aquiles, preocupado por el poder de Matías Corvino (que amenazaba con conquistar algunas de las tierras de Alberto) decidió aliarse con sus oponentes, la dinastía Jagellón.
Los términos del matrimonio fueron negociados por casi dos años. Finalmente, el contrato fue firmado en octubre de 1475 en la ciudad de Poznan; en representación de Brandeburgo firmó Friedrich II Sesselmann, obispo de Lubusz, mientras que Stanisław Kurozwęcki firmó por el reino de Polonia. La dote de Sofía se fijó en 32.000 florines.
El 11 de noviembre de 1475, Alberto III concedió como excrex a su futura nuera la suma de 64.000 florines. Originalmente la boda entre Sofía y Federico debía llevarse a cabo en Poznan, pero el elector optó por Fráncfort.
El 13 de enero de 1479, Sofía, acompañada por familiares, viajó desde Piotrków Trybunalski hacia Fráncfort. El 14 de febrero, Sofía y Federico se casaron; según el cronista polaco Jan Długosz, la boda "no fue extravagante, e incluso los cortesanos reales no fueron invitados. Además, los senadores del rey, caballeros y otros clérigos, quienes habían viajado con su hija a Fráncfort, apenas recibieron regalos".
Surgieron problemas con el pago de la dote de Sofía. De acuerdo con el contrato matrimonial, Casimiro IV debía abonar el primer plazo de 6.000 florines para el 25 de diciembre de 1479. Incapaz de hacerlo, solicitó una prórroga, a lo que Alberto III accedió. Por el incumplimiento de este pago, Sofía no pudo acceder a las tierras que se le otorgaron para su eventual viudez.

### Sofía como margravina de Brandeburgo-Ansbach
El 11 de marzo de 1479, su suegro Alberto III falleció. Su marido Federico y su cuñado, Segismundo, heredaron los dominios de la dinastía Hohenzollern; Segismundo tomó Kulmbach, mientras que Federico recibió Ansbach. Sofía se convirtió en margravina consorte de Brandeburgo-Ansbach. Poco tiempo después, recibieron la vista del emperador Federico III.
La dote de Sofía resultó ser un problema continuo. En 1489, el hermano de Sofía, Vladislao II, prometió a Federico que le pagaría el dinero que su padre le debía. En 1493, Federico envió mensajeros a Polonia. El 30 de septiembre de 1495, Sofía personalmente le escribió una carta a su hermano reclamándole el dinero prometido. La deuda de la dote no fue completamente saldada hasta mucho después de las muertes de Sofía y su marido, en varios plazos: en 1533, 1535 y 1537.
Federico se mantuvo en contacto con los hermanos de su esposa: en la primavera de 1494 participó en la convención de Levoča, a la cual asistieron Vladislao II, Juan I Alberto, el futuro Segismundo I el Viejo, y el cardenal Federico. El margrave también planeó reforzar lazos entre los Hohenzollerns y los Jagellóns: Bárbara, la hermana menor de Sofía, fue candidata para casarse con Joaquín I Néstor de Brandeburgo (sobrino de Federico) y Vladislao II con Ana, hermana de Joaquín. Finalmente estos planes no se materializaron.
Después de la muerte de su hermano, Segismundo, sin descendencia en 1495, Federicó heredó Kulmbach, convirtiendo a Sofía en margravina consorte de Brandeburgo-Kulmbach.
A través de una carta escrita por su suegra, Ana de Sajonia, datada del 13 de abril de 1505, se sabe que Sofía estuvo gravemente enferma. Cuatro meses más tarde, el 30 de agosto, su madre Isabel murió.
En marzo de 1509, Sofía y Federico asistieron a la coronación del sobrino de ésta, Luis II de Hungría, en Praga.
Sofía murió el 5 de octubre de 1512 en Ansbach, a los 48 años. Fue enterrada en el monasterio de Heilsbronn. Su marido organizó un funeral exuberante para ella; en el banquete se bebieron 1.500 copas de vino, y 2 bueyes y 600 peces comieron los invitados durante el transcurso de la noche.

## Hijos
Sofía y Federico tuvieron 18 hijos:
1. Isabel (30 de junio de 1480 - 2 de julio de 1480)
2. Casimiro (27 de septiembre de 1481 - 21 de septiembre de 1527): sucedió a su padre como margrave de Brandeburgo-Bayreuth.
3. Margarita (10 de enero de 1483 - 10 de julio de 1532)
4. Jorge (4 de marzo de 1484 - 27 de diciembre de 1543): sucedió a su padre como margrave de Brandeburgo-Ansbach.
5. Sofía (10 de marzo de 1485 - 24 de mayo de 1537): se casó el 14 de noviembre de 1518 con Federico II de Legnica.
6. María (1486)
7. Ana (5 de mayo de 1487 - 7 de febrero de 1539): se casó el 1 de diciembre de 1518 con Wenceslao II de Cieszyn.
8. Bárbara (31 de julio de 1488 - 2 de mayo de 1540)
9. Alberto (17 de mayo de 1490 - 20 de marzo de 1568): gran maestre de la Orden Teutónica y primer duque de Prusia.
10. Federico (13 de junio de 1491 - 1497)
11. Juan (9 de enero de 1493 - 5 de julio de 1525): virrey de Valencia.
12. Isabel (25 de marzo de 1494 - 31 de mayo de 1518): se casó  el 29 de septiembre de 1510 con Ernesto de Baden-Durlach.
13. Bárbara (24 de septiembre de 1495 - 23 de septiembre de 1552): se casó el 26 de julio de 1528 con Jorge III de Leuchtenberg.
14. Federico (17 de enero de 1497 - 20 de agosto de 1536): canónigo en Wurzburgo y Salzburgo. Se convirtió en el primer miembro protestante de la dinastía Hohenzollern.
15. Guillermo (30 de junio de 1498 - 4 de febrero de 1569): arzobispo de Riga.
16. Juan Alberto (20 de septiembre de 1499 - 17 de mayo de 1550): arzobispo de Magdeburgo.
17. Federico Alberto (30 de noviembre de 1501 - 24 de julio de 1504)
18. Gumprecht (16 de julio de 1503 - 25 de junio de 1528): canónigo en Bamberg.